# Пушкинская улица (Шушары)
Пу́шкинская у́лица — улица в посёлке Шушары Пушкинского района Санкт-Петербурга. Проходит от Школьной улицы (у дома 1 по Пушкинской) до Чудовской улицы. Является продолжением Школьной улицы. Имеет Г-образную форму.

## История
Название появилось в 1960-х годах. Оно дано в честь русского поэта А. С. Пушкина. Первоначально проходила от Школьной улицы до Новгородского проспекта. 7 октября 2010 года ее удлинили до Старорусского проспекта. 5 июля 2017 года в состав Пушкинской улицы включили проектный участок от Старорусского проспекта до Чудовской улицы.
После того как 19 декабря 2008 года был открыт участок Витебского проспекта от Шушар до Петербургского шоссе, съезд с Московского шоссе (из Петербурга) на Витебский проспект (в сторону Пушкина) проходил по Школьной и Пушкинской улицам, а также ныне несуществующему проезду от Пушкинской улицы до Витебского проспекта напротив дома 10 по Пушкинской. После открытия дублера Школьной — Пушкинской улиц в начале сентября 2011 года этот проезд заменили газоном.
В 2016 году стало известно, что Пушкинскую улицу перепланируют — разделят на две самостоятельные улицы: от Школьной улицы до поворота к Витебскому проспекту и от Витебского проспекта вдоль Шушарского кладбища до Чудовской улицы, а существовавший въезд ликвидируют. Топонимическая комиссия планировала разделить Пушкинскую улицу на две: нынешнее название сохранить за участком от Школьной улицы до Шушарского кладбища, а новому участку вдоль кладбища и продолжающему его участку Пушкинской улицы до Чудовской улицы дать самостоятельное название. Поначалу таким названием должна была стать улица Николая Ивасюка, затем — Ильменская улица. В 2019 году было рекомендовано присвоить название только новой дороге вдоль кладбища, причем в иной форме — Ильменский проезд; конфигурацию Пушкинской улицы решено сохранить.
13 мая 2024 года было открыто движение по новой дороге вдоль кладбища, а точнее по двум южным полосам. В начале сентября 2024 года открылось движение по двум северным полосам, однако не в полной мере: из-за опоры линии электропередачи северная проезжая часть сужена, планируется перенос проводов на новую опору за пределами дороги. Тогда же, в начале сентября, было запущено движение по всем четырем полосам расширенного участка Пушкинской улицы от Валдайской улицы до Новгородского проспекта.
В 2025 году стало известно, что город планирует расширить участок от Новгородского до Старорусского проспекта.

## Застройка
- № 1 — школа № 459 (1961[15])
- № 2 — жилой дом (1955[15])
- № 3 — жилой дом (1959[15])
- № 4 — жилой дом (1958[15])
- № 8 — храмовый комплекс, включающий в себя Воскресенскую церковь, Ксеньевскую часовню, причтовый дом и звонницу[16].
- № 10, корпус 2, — жилой дом (2014[17])
- № 11 — магазин (1951[15]). Здание пытались надстроить двумя этажами[18], но в 2017 году металлические конструкции двух этажей снесли[19], а не позднее 2019 года здесь открылся продуктовый магазин[20]
- № 12 — вуз (1993[15])
- № 18 — жилой дом (2000[15])
- № 22 — жилой дом (2000[15])
- № 24 — жилой дом (2000[15])
- № 26 — жилой дом (2002[15])
- № 28 — жилой дом (2000[15])
- № 32 — детский сад (2024[21])
- № 34 — жилой дом (2007[15])
- № 36 — жилой дом (2006[15])
- № 38 — жилой дом (2004[15])
- № 40 — жилой дом (2005[15])
- № 42 — детский сад (2008[15])
- № 44 — жилой дом (2009[15])
- № 48 — жилой дом (2010[15])
- № 50 — жилой дом (2008[15])